# Heinrich Lang (Rechtswissenschaftler)
Heinrich Lang (* 24. August 1955 in Pirmasens) ist ein deutscher Rechtswissenschaftler.

## Leben
Nach dem Studium (1977–1982) der Sozialpädagogik an der FH München mit den Studienschwerpunkten Jugend- und Erwachsenenbildung legte er 1982 die Diplomprüfung ab. Nach dem Studium (1984–1990) der Rechtswissenschaft an der Universität zu Köln legte er 1990 die erste juristische Staatsprüfung ab. Nach der Referendarausbildung (1991–1994) am OLG Köln und beim Bundesverfassungsgericht legte er 1994 die zweite juristische Staatsprüfung ab. Nach der Promotion 1996 zum Dr. iur. in Köln und der Habilitation 2003 an der Universität zu Köln (venia legendi für die Fächer Öffentliches Recht, Sozial- und Gesundheitsrecht) war er von 2004 bis 2010 Inhaber des Lehrstuhls für Öffentliches Recht, Sozial- und Gesundheitsrecht an der Universität Rostock. Von 2010 bis 2021 war er Inhaber eines Lehrstuhls für Öffentliches Recht, Sozial- und Gesundheitsrecht an der Universität Greifswald.

## Schriften (Auswahl)
- Subjektiver Rechtsschutz im Wahlprüfungsverfahren. Berlin 1997, ISBN 3-428-09030-6.
- Die Vergütung der Vertragsärzte und Psychotherapeuten im Recht der gesetzlichen Krankenversicherung. Berlin 2001, ISBN 3-503-06050-2.
- Wahlrecht und Bundesverfassungsgericht. Eine Skizze aktueller wahlrechtlicher Entscheidungen und Probleme. Baden-Baden 2014, ISBN 3-8487-0481-1.
- Staatsrecht II. Grundrechte. Stuttgart 2020, ISBN 3-17-023343-2.